# Tomas Axnér
Tomas Axnér (* 30. November 1969 in Spånga, Schweden) ist ein schwedischer Handballtrainer und ehemaliger Handballspieler.

## Karriere
Axnér spielte anfangs in seiner Heimat bei Lödde, Wargo, Pölsemannen, H 43 Lund und LUGI HF. Mit LUGI stand er 1996 im Finale um die schwedische Meisterschaft, scheiterte dort jedoch an Redbergslids IK Göteborg. 1998 wechselte der Rechtsaußenspieler zum deutschen Bundesligisten VfL Gummersbach. Ab 2000 stand der Linkshänder beim Ligarivalen GWD Minden unter Vertrag. Nach fünf Jahren in Minden ging Axnér wieder in seine Heimat zurück, wo er bis zu seinem Karriereende 2010 für H 43 Lund spielte. Er ist neben Stefan Lövgren der einzige Spieler, der sowohl in der Bundesliga (1089) als auch in der schwedischen Handbollsligan (1079) jeweils über 1000 Tore erzielen konnte.
Axnér nahm 2000 und 2002 am HBL All-Star Game teil. In der Bundesliga-Saison 2002/03 belegte er den 6. Rang in der Torschützenliste. Axnér bestritt in seiner Karriere nie ein Länderspiel für die schwedische Nationalmannschaft.
Anschließend wurde Axnér Assistenztrainer bei LUGI HF. Später übernahm er das Traineramt von Lugi HF. Im Januar 2012 gab er während der EM-Pause ein kurzes Comeback beim in der Allsvenskan spielenden Verein Trelleborg HBK. Nach der Saison 2013/14 beendete Axnér sein Trainertätigkeit bei Lugi HF. Im Februar 2015 kehrte er an die Seitenlinie von Lugi zurück. Im Sommer 2020 beendete Axnér seine Tätigkeit bei Lugi und übernahm das Traineramt der schwedische Frauen-Nationalmannschaft. Nachdem der Trainer der schwedischen Jugendnationalmannschaft kurz vor der U-18-Weltmeisterschaft 2022 suspendiert wurde, übernahm Axnér die Betreuung der Mannschaft beim Turnier. Seit dem Sommer 2024 trainiert Axnér den dänischen Erstligisten Team Esbjerg.

## Sonstiges
Seine Tochter Tyra Axnér spielt ebenfalls Handball.